# Distretto di Qinzhou
Il distretto di Qinzhou (秦州区S, QínzhōuP) è un distretto della Cina, situato nella provincia del Gansu.